# Сучков, Алексей Вячеславович
Алексе́й Вячесла́вович Сучко́в (бел. Аляксей Вячаслаўвавіч Сучкоў; 10 июня 1981, Лида, Гродненская область, Белорусская ССР, СССР) — белорусский футболист, выступавший на позиции полузащитника.

## Карьера

### Клубная
Воспитанник футбольной школы ФК «Лида». Начал карьеру в гродненском «Немане», выступая за молодёжный состав клуба. В 2000 году играл за одноимённый клуб из Мостов, через год вернулся в Гродно, где провёл 45 матчей. В 2002 году был куплен львовскими «Карпатами», через 2 года был продан в ярославский «Шинник», где сыграл только две игры. После возвращения из Ярославля вернулся во львовский клуб, в котором выступал до конца 2007 года.
В межсезонье отправился в «Харьков», но после его вылета из Первой лиги вернулся в Беларусь. Там сыграл за солигорский «Шахтёр», позже руководство клуба отчислило его из команды за пьянство, хотя Сучков отрицал это. Также он сыграл за родной «Неман», а через год уехал в Казахстан выступать за карагандинских «горняков». В конце 2010 года расторг контракт по обоюдному согласию и вскоре вернулся в «Неман». В 2013 году перешёл в «Торпедо-БелАЗ». В январе 2014 года подписал контракт с новополоцким «Нафтаном». Стал основным левым полузащитником клуба. В феврале 2015 года продлил контракт с командой. В январе 2016 года, несмотря на финансовые проблемы клуба, продлил контракт и на следующий сезон.
В марте 2017 года стал капитаном команды. В сезоне 2017 стал чаще выступать в качестве центрального или правого полузащитника. По результатам сезона 2017 «Нафтан» выбыл в Первую лигу, однако Сучков остался в команде и в январе 2018 года стал играющим тренером. Однако, во время предсезонной подготовки на поле не выходил и попал в заявку команды на сезон 2018 только в качестве тренера.

### В сборной
В сборной Беларуси провёл 7 матчей, из них в пяти выходил на замену. Большинство из этих игр были товарищескими.

## После игровой карьеры
В январе 2020 года Сучков был пожизненно отстранён АБФФ от футбольной деятельности по делу об организации договорных матчей. Его обвиняли в том, что он в период игры за «Нафтан» принимал вознаграждение за оказание влияния на результаты матчей. В июле того же года он был приговорён к двум годам лишения свободы.